# ベラクルス国際空港
ベラクルス国際空港（ベラクルスこくさいくうこう）は、メキシコのベラクルスにある空港である。市街地の10km西に立地している。

## 主な就航路線
- メキシコシティ、グアダラハラ、モンテレイ、カンクン、メリダ、ティフアナ

- ヒューストン